# Ragályi Béla
Kiscsoltói és pelsőczi Ragályi Béla (Balajt, 1853. augusztus 15. – Balajt, 1921. szeptember 8.) Borsod vármegye árvaszéki elnöke, a felsőborsodi egyházmegye gondnoka, országgyűlési képviselő.

## Életútja
Középiskoláit Késmárkon, Sárospatakon és Miskolcon végezte, hadkötelezettségének Debrecenben a 8. sz. dsidásezrednél tett eleget és a 6. sz. huszárezredhez neveztetett ki tartalékos hadnaggyá. Atyja halála után átvette gazdasága kezelését és idejét főként ennek szentelte. 1875-ben nőül vette miklósvári Miklós Gyula országos borászati kormánybiztos leányát Ilonát. A borsodmegyei gazdasági egyesületnek igazgató-választmányi tagja volt; részt vett az 1885. és 1896. évi gazdakongresszusokon, ez utóbbin mint a borsodmegyei gazdasági egylet egyik kiküldöttje. Egyházi téren is működött; a felső-borsodi református egyházmegye előbb világi jegyzőjévé, majd 1886-ban tanácsbírájává és 1889-ben egyházmegyei gondnokká választotta; 1891-ben pedig az országos egyetemes református zsinatra választatott meg képviselőül a tiszáninneni kerület részéről. Tagja volt a sárospataki református főiskola igazgatótanácsának és a tiszáninneni egyházkerület pénzügyi választmányának. A képviselőházba szabadelvű program alapján az edelényi (Borsod megye) választókerület mandátumával 1894-ben jutott be; ezután állandóan képviselője volt e kerületnek. Elhunyt 1921. szeptember 8-án este fél 10 órakor, élete 69., házasságának 47. évében. Örök nyugalomra helyezték 1921. szeptember 11-én délután a református egyház szertartása szerint a balajti családi sírboltba. Felesége elhunyt 1931. május 29-én délután 3 órakor, 31-én temették férje mellé.
Országgyűlési beszédei a Naplókban vannak.